# Stratfor
Strategic Forecasting Inc. (в основном употребляется сокращение Stratfor) — американская частная разведывательно-аналитическая компания. Barron’s Magazine в одной из своих статей назвал компанию «теневым ЦРУ». Основана в 1996 году американским политологом Джорджем Фридманом, который возглавляет компанию до сих пор. Вице-президентом компании по контртерроризму и корпоративной безопасности является Фред Бартон.

## Деятельность
Компания занимается сбором и анализом информации о событиях в мире. Информация поступает к ним как из СМИ и прочих открытых источников, так и из собственных источников компании. На основании собранных сведений аналитиками компании составляются экономические и геополитические прогнозы.
Часть секретных документов компании обнародовал WikiLeaks.

## Клиентура
Список клиентов компании конфиденциален, однако известно, что среди них есть крупные корпорации и правительственные учреждения, как американские, так и иностранные.